# Prix Vicomtesse-Vigier
Groupe I ( depuis 2025 )
Le prix Vicomtesse-Vigier est une course hippique de plat se déroulant au mois de mai sur l'hippodrome de Longchamp.
C'est une course de Groupe I réservée aux chevaux de 4 ans et plus.
Elle se court sur la distance de 3 100 mètres, sur la grande piste de Longchamp. Elle est dotée d'une allocation de 130 000 €.

## Histoire
La course est créée en 1859 et constitue alors une des deux manches du Prix Biennal puis Prix Jean Prat en 1940. Une course est pour les trois ans et une autre pour les chevaux d'âge.
En 1985, les deux courses sont dissociées, et le Prix Jean Prat des 3 ans garde son nom et l'autre épreuve est nommée Prix, en hommage à la chanteuse lyrique allemande Sophie Cruvelli, Vicomtesse Vigier, la nièce de l'éleveur Jean Prat.
La course est le principal rendez-vous des stayers du premier semestre de l'année hippique française, et acquiert le statut groupe 1 en 2025.

## Palmarès depuis 2000
| Année                           | Vainqueur         | Pays        | Père              | Jockey                     | Entraîneur               | Propriétaire               | Deuxième         | Troisième        | Temps   |
| ------------------------------- | ----------------- | ----------- | ----------------- | -------------------------- | ------------------------ | -------------------------- | ---------------- | ---------------- | ------- |
| 2025                            | Candelari         | France      | Frankel           | Clément Lecœuvre           | Francis-H. Graffard      | S.A. Aga Khan              | Sevenna's Knight | Présage Nocturne | 3'19"09 |
| Éditions labellisées Groupes II |                   |             |                   |                            |                          |                            |                  |                  |         |
| 2024                            | Sevenna's Knight  | France      | Camelot           | Mickaël Barzalona          | André Fabre              | OTI Management             | Shembala         | Double Major     | 3'21"15 |
| 2023                            | Sober             | France      | Camelot           | Maxime Guyon               | André Fabre              | Wertheimer & Frère         | The Good Man     | Big Call         | 3'21"98 |
| 2022                            | Skazino           | France      | Kendargent        | Mickaël Barzalona          | Richard Chotard          | Haras de la Gousserie      | Joie de Soir     | The Good Man     | 3'22"99 |
| 2021                            | Skazino           | France      | Kendargent        | Mickaël Barzalona          | Cédric Rossi             | Haras de la Gousserie      | Valia            | The Grand Visir  | 3'27"19 |
| 2020                            | San Humberto      | France      | Speightstown      | Pierre-Charles Boudot      | Fabrice Chappet          | Oti Management             | Call the Wind    | Get Shirty       | 3'10"34 |
| 2019                            | Called To The Bar | France      | Henrythenavigator | Théo Bachelot              | Pia Brandt               | Fair Salinia               | Way to Paris     | Call the Wind    | 3'12"23 |
| 2018                            | Vazirabad         | France      | Manduro           | Christophe Soumillon       | Alain de Royer-Dupré     | Écurie Aga Khan            | Marmelo          | Mille et mille   | 3'14"46 |
| 2017                            | Vazirabad         | France      | Manduro           | Christophe Soumillon       | Alain de Royer-Dupré     | Écurie Aga Khan            | Sirius           | Travelling Man   | 3'37"11 |
| 2016                            | Vazirabad         | France      | Manduro           | Christophe Soumillon       | Alain de Royer-Dupré     | Écurie Aga Khan            | Fly with me      | Manatee          | 3'35"09 |
| 2015                            | Bathyrhon         | France      | Monsun            | Maxime Guyon               | Pia Brandt               | Avaz Ismoilov              | Mille et mille   | Glaring          | 3'32"20 |
| 2014                            | Fly With Me       | France      | Beat Hollow       | Maxime Guyon               | Eric Libaud              | Jean Luck                  | Goldtara         | Terrubi          | 3'32"20 |
| 2013                            | Domeside          | France      | Domedriver        | Christophe Soumillon       | Mauricio Delcher-Sanchez | Safsaf Canarias Srl        | Les Beaufs       | Last Train       | 3'27"00 |
| 2012                            | Ivory Land        | France      | Lando             | Stéphane Pasquier          | Alain de Royer-Dupré     | Eduardo Fierro             | Usuelo           | Prairie Star     | 3'26"60 |
| 2011                            | Brigantin         | France      | Cozzene           | Pierre-Charle Boudot       | André Fabre              | Team Valor                 | Dunaden          | Marinous         | 3'31"60 |
| 2010                            | Kite Wood         | Royaume-Uni | Galileo           | Lanfranco Dettori          | Saaeed Bin Suroor        | Écurie Godolphin           | Kasbah Bliss     | Blek             | 3'30"00 |
| 2009                            | Americain         | France      | Dynaformer        | Olivier Peslier            | André Fabre              | Écurie Wertheimer et frère | Pointilliste     | Bannaby          | 3'28"70 |
| 2008                            | Coastal Path      | France      | Halling           | Stéphane Pasquier          | André Fabre              | Écurie Khalid Abdullah     | Orion Star       | Ponte Tresa      | 3'18"60 |
| 2007                            | Lord du Sud       | France      | Linamix           | Christophe-Patrice Lemaire | Jean-Claude Rouget       | Madame B. Hermelin         | Ponte Tresa      | Montare          | 3'33"60 |
| 2006                            | Shamdala          | France      | Grand Lodge       | Christophe Soumillon       | Alain de Royer-Dupré     | Écurie Aga Khan            | Montare          | Reefscape        | 3'22"50 |
| 2005                            | Westerner         | France      | Danehill          | Olivier Peslier            | Elie Lellouche           | Écurie Wildenstein         | Allez Olive      | Winged d'Argent  | 3'15"80 |
| 2004                            | Forestier         | France      | Nikos             | Christophe-Patrice Lemaire | E. Danel                 | Madamee R-J. Wattinne      | Westerner        | Clear Thinking   | 3'29"90 |
| 2003                            | Cut Quartz        | Royaume-Uni | Johann Quartz     | Thierry Gillet             | R. Gibson                | Madame A-G. Kavanaugh      | Morozov          | Terrazo          | 3'32"70 |
| 2002                            | Wareed            | Royaume-Uni | Sadler's Wells    | Lanfranco Dettori          | Saaeed Bin Suroor        | Écurie Godolphin           | Speedmaster      | Crillon          | 3'15"80 |
| 2001                            | Speedmaster       | France      | Monsun            | Dominique Bœuf             | François Doumen          | Horst Rapp                 | Polish Summer    | Folie Danse      | 3'19"30 |
| 2000                            | Amilynx           | France      | Linamix           | Olivier Peslier            | André Fabre              | Jean-Luc Lagardère         | Le Tintoret      | Yavana's Place   | 3'27"00 |
| 1999                            | Kayf Tara         | France      | Sadler's Wells    | S. Guillot                 | Saaeed Bin Suroor        | Écurie Godolphin           | Tajoun           | Katunn           | 3'22"90 |

## Vainqueurs notables
- Gold River (1981) : Lauréate du Prix de l'Arc de Triomphe en 1981.